# Carcelia ambigua
Carcelia ambigua là một loài ruồi trong họ Tachinidae.